# Newtonia paucijuga
Newtonia paucijuga là một loài rau đậu thuộc họ Fabaceae.
Loài này có ở Kenya và Tanzania.